# Sorin Mihăilescu
Sorin Mihăilescu (ur. w 1898, zm. w 1959) – rumuński rugbysta, brązowy medalista Letnich Igrzysk Olimpijskich 1924 w Paryżu. 
Sorin Mihăilescu rozegrał 4 mecze w kadrze narodowej: 3 z Francją i 1 ze Stanami Zjednoczonymi, był jednym z niewielu rumuńskich rugbistów, uczestników Letnich Igrzysk Olimpijskich, którzy zagrali w meczu kadry narodowej przed tym turniejem. Wszystkie te mecze Rumuni przegrali.